# Интернет вещей
Интернет вещей (англ. internet of things, IoT) — концепция сети передачи данных между физическими объектами («вещами»), оснащёнными встроенными средствами и технологиями для взаимодействия друг с другом или с внешней средой. Предполагается, что организация таких сетей способна перестроить экономические и общественные процессы, исключить из части действий и операций необходимость участия человека.
Концепция сформулирована в 1999 году как осмысление перспектив широкого применения средств радиочастотной идентификации для взаимодействия физических предметов между собой и с внешним окружением. Наполнение концепции многообразным технологическим содержанием и внедрение практических решений для её реализации начиная с 2010-х годов считается устойчивой тенденцией в информационных технологиях, прежде всего, благодаря повсеместному распространению беспроводных сетей, появлению облачных вычислений, развитию технологий межмашинного взаимодействия, началу активного перехода на IPv6 и освоению программно-определяемых сетей.

## История
Концепция и термин для неё впервые сформулированы основателем исследовательской группы Auto-ID Labs при Массачусетском технологическом институте Кевином Эштоном в 1999 году на презентации для руководства Procter & Gamble. В презентации рассказывалось о том, как всеобъемлющее внедрение радиочастотных меток сможет видоизменить систему управления логистическими цепями в корпорации.
В 2004 году в Scientific American опубликована обширная статья, посвящённая «интернету вещей», наглядно показывающая возможности концепции в бытовом применении: в статье приведена иллюстрация, показывающая, как бытовые приборы (будильник, кондиционер), домашние системы (система садового полива, охранная система, система освещения), датчики (тепловые, датчики освещённости и движения) и «вещи» (например, лекарственные препараты, снабжённые идентификационной меткой) взаимодействуют друг с другом посредством коммуникационных сетей (инфракрасных, беспроводных, силовых и слаботочных сетей) и обеспечивают полностью автоматическое выполнение процессов (включают кофеварку, изменяют освещённость, напоминают о приёме лекарств, поддерживают температуру, обеспечивают полив сада, позволяют сберегать энергию и управлять её потреблением). Сами по себе представленные варианты домашней автоматизации не были новыми, но упор в публикации на объединении устройств и «вещей» в единую вычислительную сеть, обслуживаемую интернет-протоколами, и рассмотрение «интернета вещей» как особого явления способствовали обретению концепцией широкой популярности.
В отчёте Национального разведывательного совета США 2008 года «интернет вещей» фигурирует как одна из шести подрывных технологий, указывается, что повсеместное и незаметное для потребителей превращение в интернет-узлы таких распространённых вещей, как товарная упаковка, мебель, бумажные документы, может заметно повысить риски в сфере национальной информационной безопасности.
Период с 2008 по 2009 год аналитики корпорации Cisco считают «настоящим рождением „интернета вещей“», так как, по их оценкам, именно в этом промежутке количество устройств, подключённых к глобальной сети, превысило численность населения Земли, тем самым «интернет людей» стал «интернетом вещей».
С 2009 года при поддержке Еврокомиссии в Брюсселе ежегодно проводится конференция «Internet of Things», на которой представляют доклады еврокомиссары и депутаты Европарламента, правительственные чиновники из европейских стран, руководители таких компаний, как SAP, SAS Institute, Telefónica, ведущие учёные крупных университетов и исследовательских лабораторий.
С начала 2010-х годов «интернет вещей» становится движущей силой парадигмы «туманных вычислений» (англ. fog computing), распространяющей принципы облачных вычислений от центров обработки данных к огромному количеству взаимодействующих географически распределённых устройств, которая рассматривается как платформа «интернета вещей».
Начиная с 2011 года Gartner помещает «интернет вещей» в общий цикл хайпа новых технологий на этап «технологического триггера» с указанием срока становления более 10 лет, а с 2012 года периодически выпускается специализированный «цикл хайпа интернета вещей».

## Технологии

### Средства идентификации
Задействование в «интернете вещей» предметов физического мира, не обязательно оснащённых средствами подключения к сетям передачи данных, требует применения технологий идентификации этих предметов («вещей»). Хотя толчком для появления концепции стала технология RFID, но в качестве таких технологий могут использоваться все средства, применяемые для автоматической идентификации: оптически распознаваемые идентификаторы (штрихкоды, Data Matrix, QR-коды), средства определения местонахождения в режиме реального времени. При всеобъемлющем распространении «интернета вещей» принципиально обеспечить уникальность идентификаторов объектов, что, в свою очередь, требует стандартизации.
Для объектов, непосредственно подключённых к интернет-сетям, традиционный идентификатор — MAC-адрес сетевого адаптера, позволяющий идентифицировать устройство на канальном уровне, при этом диапазон доступных адресов практически неисчерпаем (248 адресов в пространстве MAC-48), а использование идентификатора канального уровня не слишком удобно для приложений. Более широкие возможности по идентификации для таких устройств даёт протокол IPv6, обеспечивающий уникальными адресами сетевого уровня не менее 300 млн устройств на одного жителя Земли.

### Средства измерения
Особую роль в интернете вещей играют средства измерения, обеспечивающие преобразование сведений о внешней среде в машиночитаемые данные, и тем самым наполняющие вычислительную среду значимой информацией. Используется широкий класс средств измерения, от элементарных датчиков (например, температуры, давления, освещённости), приборов учёта потребления (таких, как интеллектуальные счётчики) до сложных интегрированных измерительных систем. В рамках концепции «интернета вещей» принципиально объединение средств измерения в сети (такие, как беспроводные датчиковые сети, измерительные комплексы), за счёт чего возможно построение систем межмашинного взаимодействия.
Как особая практическая проблема внедрения «интернета вещей» отмечается необходимость обеспечения максимальной автономности средств измерения, прежде всего, проблема энергоснабжения датчиков. Нахождение эффективных решений, обеспечивающих автономное питание сенсоров (использование фотоэлементов, преобразование энергии вибрации, воздушных потоков, использование беспроводной передачи электричества), позволяет масштабировать сенсорные сети без повышения затрат на обслуживание (в виде смены батареек или подзарядки аккумуляторов датчиков).

### Средства передачи данных
Спектр возможных технологий передачи данных охватывает все возможные средства беспроводных и проводных сетей.
Для беспроводной передачи данных особо важную роль в построении «интернета вещей» играют такие качества, как эффективность в условиях низких скоростей, отказоустойчивость, адаптивность, возможность самоорганизации. Основной интерес в этом качестве представляет стандарт IEEE 802.15.4, определяющий физический слой и управление доступом для организации энергоэффективных персональных сетей, и являющийся основой для таких протоколов, как ZigBee, WirelessHart, MiWi, 6LoWPAN, LPWAN.
Среди проводных технологий важную роль в проникновении «интернета вещей» играют решения PLC — технологии построения сетей передачи данных по линиям электропередачи, так как во многих приложениях присутствует доступ к электросетям (например, торговые автоматы, банкоматы, интеллектуальные счётчики, контроллеры освещения изначально подключены к сети электроснабжения). 6LoWPAN, реализующий слой IPv6 как над IEEE 802.15.4, так и над PLC, будучи открытым протоколом, стандартизуемым IETF, отмечается как особо важный для развития «интернета вещей».

## Приложения
Обширный набор приложений для устройств интернета вещей часто делится на потребительские, коммерческие, промышленные и инфраструктурные пространства.

### Потребительские приложения
Все большая часть устройств интернета вещей создается для использования потребителями, включая подключённые транспортные средства, домашнюю автоматизацию, умную одежду, подключённое здравоохранение и приборы с возможностями удаленного мониторинга.

#### Умный дом
Устройства интернета вещей являются частью более широкой концепции домашней автоматизации, которая может включать освещение, отопление и кондиционирование воздуха, медиа-системы и системы безопасности, а также системы видеонаблюдения. Долгосрочные выгоды могут включать экономию энергии за счет автоматического отключения света и электроники или за счет информирования жителей дома об использовании. 
Умный дом или автоматизированный дом может быть основан на платформе или концентраторах, которые управляют интеллектуальными устройствами и приборами. Например, используя Apple HomeKit, производители могут управлять своими домашними продуктами и аксессуарами с помощью приложения на устройствах iOS, таких как iPhone и Apple Watch. Это может быть специальное приложение или собственные приложения iOS, такие как Siri. Это может быть продемонстрировано в случае Lenovo Smart Home Essentials, это линейка устройств для умного дома, которые управляются через приложение Apple Home или Siri без необходимости подключения к Wi-Fi. Существуют также специализированные концентраторы для умного дома, которые предлагаются в качестве автономных платформ для подключения различных продуктов для умного дома, в том числе Amazon Echo, Google Home, Apple HomePod и Samsung SmartThings Hub. В дополнение к коммерческим системам существует множество непатентованных экосистем с открытым исходным кодом, включая Home Assistant, OpenHAB и Domoticz. 

#### Уход за пожилыми людьми
Одним из ключевых применений умного дома является оказание помощи людям с ограниченными возможностями и пожилым людям. Эти домашние системы используют вспомогательные технологии для удовлетворения особых потребностей владельца. Голосовое управление может помочь пользователям с ограничениями зрения и подвижности, в то время как системы оповещения могут быть подключены непосредственно к кохлеарным имплантатам, которые носят пользователи с нарушениями слуха. Они также могут быть оснащены дополнительными функциями безопасности. Эти функции могут включать датчики, которые отслеживают экстренные медицинские ситуации, такие как падения или судороги. Технология умного дома, применяемая таким образом, может предоставить пользователям больше свободы и более высокое качество жизни.

### Приложения для организаций

#### Медицина и здравоохранение
Устройства интернета вещей можно использовать для обеспечения удаленного мониторинга состояния здоровья и систем оповещения о чрезвычайных ситуациях. Эти устройства для мониторинга состояния здоровья могут варьироваться от мониторов артериального давления и сердечного ритма до современных устройств, способных контролировать специализированные имплантаты, такие как кардиостимуляторы, электронные браслеты Fitbit или усовершенствованные слуховые аппараты. Некоторые больницы начали внедрять "умные кровати", которые могут определять, когда они заняты и когда пациент пытается встать. Он также может самостоятельно настраиваться для обеспечения надлежащего давления и поддержки пациента без ручного взаимодействия медсестер. 
В жилых помещениях также могут быть установлены специализированные датчики для мониторинга здоровья и общего благополучия пожилых людей, а также для обеспечения надлежащего лечения и оказания помощи людям в восстановлении утраченной подвижности с помощью терапии. Эти датчики создают сеть интеллектуальных датчиков, которые способны собирать, обрабатывать, передавать и анализировать ценную информацию в различных средах, таких как подключение домашних устройств мониторинга к больничным системам. Другие потребительские устройства для поощрения здорового образа жизни, такие как подключённые весы или носимые кардиомониторы, также доступны с IoT. Платформы IoT для комплексного мониторинга состояния здоровья также доступны для дородовых и хронических пациентов, помогая управлять жизненно важными показателями здоровья и повторяющимися потребностями в лекарствах. 
Достижения в области методов изготовления электроники из пластика и ткани позволили создать сверхнизкие по стоимости, удобные в использовании датчики IoMT. Эти датчики, наряду с необходимой электроникой RFID, могут быть изготовлены на бумаге или электронном текстиле для одноразовых сенсорных устройств с беспроводным питанием. Были созданы приложения для медицинской диагностики на месте оказания медицинской помощи, где важна мобильность и низкая сложность системы. 
По состоянию на 2018 год IoMT применялся не только в индустрии клинических лабораторий, но и в сфере здравоохранения и медицинского страхования. IoMT в отрасли здравоохранения в настоящее время позволяет врачам, пациентам и другим лицам, таким как опекуны пациентов, медсестры, семьи и т.д., Быть частью системы, в которой записи пациентов сохраняются в базе данных, позволяя врачам и остальному медицинскому персоналу иметь доступ к информации о пациентах. Кроме того, системы, основанные на IoT, ориентированы на пациента, что предполагает гибкость в отношении медицинских условий пациента. IoMT в страховой отрасли обеспечивает доступ к лучшим и новым типам динамической информации. Это включает в себя решения на основе датчиков, такие как биосенсоры, носимые устройства, подключённые медицинские устройства и мобильные приложения для отслеживания поведения клиентов. Это может привести к более точному андеррайтингу и новым моделям ценообразования. 
Применение интернета вещей в здравоохранении играет фундаментальную роль в лечении хронических заболеваний, а также в профилактике заболеваний и борьбе с ними. Удаленный мониторинг становится возможным благодаря подключению мощных беспроводных решений. Подключение позволяет практикующим врачам собирать данные о пациентах и применять сложные алгоритмы для анализа данных о состоянии здоровья. 

#### Транспорт
Интернет вещей может помочь в интеграции коммуникаций, управления и обработки информации в различных транспортных системах. Применение Интернета вещей распространяется на все аспекты транспортных систем (т.е. транспортное средство, инфраструктура и водитель или пользователь). Динамическое взаимодействие между этими компонентами транспортной системы обеспечивает связь между транспортными средствами и внутри них, интеллектуальное управление движением, интеллектуальную парковку, электронные системы взимания платы, логистику и управление автопарком, управление транспортными средствами, безопасность и помощь на дорогах. 

### Промышленное применение
Промышленный интернет вещей, также известные как IIoT, получает и анализирует данные от подключённого оборудования, операционных технологий (OT), местоположений и людей. В сочетании с устройствами мониторинга операционных технологий (OT) IIoT помогает регулировать и контролировать промышленные системы. Кроме того, такая же реализация может быть реализована для автоматического обновления записей о размещении активов в промышленных хранилищах, поскольку размер активов может варьироваться от небольшого винта до всей запасной части двигателя, и неправильное размещение таких активов может привести к потере процентов рабочего времени и денег.

#### Производство
Интернет вещей позволяет также подключать различные производственные устройства, оснащенные функциями обнаружения, идентификации, обработки, связи, приведения в действие и создания сетей. Сетевой контроль и управление производственным оборудованием, управление активами и ситуациями или управление производственными процессами позволяют использовать IoT для промышленных приложений и интеллектуального производства. Интеллектуальные системы интернета вещей позволяют быстро производить и оптимизировать новые продукты, а также быстро реагировать на потребности в продуктах.
Цифровые системы управления для автоматизации управления технологическими процессами, инструменты оператора и системы служебной информации для оптимизации безопасности и охраны оборудования входят в компетенцию IIoT. IoT также может быть применен для управления активами с помощью прогнозного обслуживания, статистической оценки и измерений для обеспечения максимальной надежности. Промышленные системы управления могут быть интегрированы с интеллектуальными сетями, что позволяет оптимизировать энергопотребление. Измерения, автоматизированное управление, оптимизация установок, управление охраной труда и безопасностью и другие функции обеспечиваются сетевыми датчиками.
В дополнение к общему производству, интернет вещей также используется для процессов индустриализации строительства.

#### Сельское хозяйство
Существует множество приложений интернета вещей в сельском хозяйстве, таких как сбор данных о температуре, количестве осадков, влажности, скорости ветра, зараженности вредителями и составе почвы. Эти данные могут быть использованы для автоматизации методов ведения сельского хозяйства, принятия обоснованных решений по улучшению качества и количества, минимизации рисков и отходов, а также для сокращения усилий, необходимых для управления посевами. Например, фермеры теперь могут контролировать температуру и влажность почвы издалека и даже применять данные, полученные с помощью Интернета вещей, для точных программ внесения удобрений. Общая цель состоит в том, чтобы данные с датчиков в сочетании со знаниями и интуицией фермера о его или её ферме могли помочь повысить производительность фермы, а также снизить затраты.
В августе 2018 года компания Toyota Tsusho начала партнёрство с Microsoft по созданию инструментов для рыбоводства с использованием пакета приложений Microsoft Azure для технологий интернета вещей, связанных с управлением водными ресурсами. Разработанные частично исследователями из Университета Киндай, механизмы водяного насоса используют искусственный интеллект для подсчета количества рыбы на конвейерной ленте, анализа количества рыбы и определения эффективности потока воды на основе данных, предоставляемых рыбой. Проект FarmBeats от Microsoft Research, который использует телевизионное пустое пространство для подключения ферм, теперь также является частью Azure Marketplace.

#### Продовольствие
В последние годы широко изучалось использование приложений на основе Интернета вещей для улучшения деятельности в цепочке поставок продовольствия. Внедрение технологии RFID в цепочку поставок продуктов питания привело к видимости запасов и их перемещения в режиме реального времени, автоматизированному подтверждению доставки, повышению эффективности логистики продуктов с коротким сроком годности, мониторингу окружающей среды, животноводства и холодильной цепи, и эффективная прослеживаемость. Исследователи из Университета Лафборо на основе технологии интернета вещей разработали инновационную цифровую систему отслеживания пищевых отходов, которая поддерживала принятие решений в режиме реального времени для борьбы с проблемами пищевых отходов в производстве продуктов питания и сокращения их количества. Они также разработали полностью автоматизированную систему, основанную на обработке изображений, для отслеживания отходов картофеля на фабрике по упаковке картофеля. В настоящее время IoT внедряется в пищевой промышленности для повышения безопасности пищевых продуктов, улучшения логистики, повышения прозрачности цепочки поставок и сокращения потерь.

### Инфраструктурные приложения
Мониторинг и контроль функционирования устойчивой городской и сельской инфраструктуры, такой как мосты, железнодорожные пути, ветряные электростанции на суше и в море, является ключевым приложением Интернета вещей. Инфраструктура интернета вещей может использоваться для мониторинга любых событий или изменений в структурных условиях, которые могут поставить под угрозу безопасность и увеличить риск. Интернет вещей может принести пользу строительной отрасли за счет экономии затрат, сокращения времени, повышения качества рабочего дня, безбумажного рабочего процесса и повышения производительности. Это может помочь в принятии более быстрых решений и сэкономить деньги благодаря анализу данных в режиме реального времени. Он также может быть использован для эффективного планирования работ по ремонту и техническому обслуживанию путем координации задач между различными поставщиками услуг и пользователями этих объектов. Устройства интернета вещей также могут использоваться для управления критически важной инфраструктурой, такой как мосты, для обеспечения доступа к судам. Использование устройств интернета вещей для мониторинга и эксплуатации инфраструктуры, вероятно, улучшит управление инцидентами и координацию реагирования на чрезвычайные ситуации, а также качество обслуживания, время безотказной работы и снизит затраты на эксплуатацию во всех областях, связанных с инфраструктурой. Даже такие области, как управление отходами, могут извлечь выгоду из автоматизации и оптимизации, которые могут быть реализованы с помощью Интернета вещей. 

#### Управление энергопотреблением
Значительное количество энергопотребляющих устройств (например, лампы, бытовая техника, двигатели, насосы и т.д.) уже интегрируют подключение к Интернету, что позволяет им взаимодействовать с коммунальными службами не только для балансировки выработки электроэнергии, но и помогает оптимизировать потребление энергии в целом. Эти устройства обеспечивают удаленное управление пользователями или централизованное управление через облачный интерфейс и позволяют выполнять такие функции, как планирование (например, удаленное включение или выключение систем отопления, управление духовками, изменение условий освещения и т.д.). Интеллектуальная сеть - это приложение IoT на стороне утилиты; системы собирают и обрабатывают информацию, связанную с энергией и электроэнергией, для повышения эффективности производства и распределения электроэнергии. Используя устройства, подключённые к Интернету с помощью усовершенствованной измерительной инфраструктуры (AMI), предприятия электроэнергетики не только собирают данные от конечных пользователей, но и управляют устройствами автоматизации распределения, такими как трансформаторы. 

#### Мониторинг окружающей среды
Приложения IoT для экологического мониторинга обычно используют датчики для содействия охране окружающей среды путем мониторинга качества воздуха или воды, атмосферных или почвенных условий и могут даже включать такие области, как мониторинг перемещений диких животных и их мест обитания. Разработка устройств с ограниченными ресурсами, подключённых к Интернету, также означает, что другие приложения, такие как системы раннего предупреждения о землетрясениях или цунами, также могут использоваться экстренными службами для оказания более эффективной помощи. Устройства интернета вещей в этом приложении обычно охватывают большую географическую область и также могут быть мобильными. Утверждалось, что стандартизация, которую IoT привносит в беспроводное зондирование, произведет революцию в этой области.

#### Живая лаборатория
Другим примером интеграции Интернета вещей является Живая лаборатория, которая объединяет исследовательские и инновационные процессы, создавая в рамках государственно-частного партнёрства людей. В настоящее время существует 320 живых лабораторий, которые используют IoT для сотрудничества и обмена знаниями между заинтересованными сторонами для совместного создания инновационных и технологических продуктов. Для того чтобы компании внедряли и развивали сервисы интернета вещей для умных городов, у них должны быть стимулы. Правительства играют ключевую роль в проектах «умных городов», поскольку изменения в политике помогут городам внедрить IoT, который обеспечивает эффективность, результативность и точность используемых ресурсов. Например, правительство предоставляет налоговые льготы и дешёвую арендную плату, улучшает общественный транспорт и предлагает среду, в которой начинающие компании, творческие индустрии и транснациональные корпорации могут совместно создавать, совместно использовать общую инфраструктуру и рынки труда, а также использовать преимущества местных технологий, производственных процессов и транзакционных издержек. Взаимоотношения между разработчиками технологий и правительствами, которые управляют активами города, являются ключевыми для эффективного предоставления открытого доступа к ресурсам пользователям. 

### Военное применение
Интернет военных вещей (IoMT) — это применение технологий Интернета вещей в военной области для целей разведки, наблюдения и других целей, связанных с боевыми действиями. Это в значительной степени зависит от будущих перспектив ведения боевых действий в городской среде и предполагает использование датчиков, боеприпасов, транспортных средств, роботов, биометрических данных, пригодных для ношения человеком, и других интеллектуальных технологий, которые актуальны на поле боя.
«Интернет вещей на поле боя»
Интернет вещей на поле боя (IoBT) — это проект, инициированный и выполняемый Исследовательской лабораторией армии США (ARL), который фокусируется на фундаментальных науках, связанных с IoT, которые расширяют возможности солдат армии. 
В 2017 году ARL запустила Альянс совместных исследований Интернета вещей на поле боя (IoBT-CRA), устанавливающий рабочее сотрудничество между промышленностью, университетами и армейскими исследователями для продвижения теоретических основ технологий интернета вещей и их применения в армейских операциях.
Проект «Океан вещей»
Проект «Океан вещей» — это программа, возглавляемая DARPA, предназначенная для создания Интернета вещей на больших акваториях океана в целях сбора, мониторинга и анализа данных об окружающей среде и деятельности судов. Проект предусматривает развертывание около 50 тыс. поплавков, в которых размещен набор пассивных датчиков, которые автономно обнаруживают и отслеживают военные и коммерческие суда в рамках облачной сети.

### Оцифровка продукта
Существует несколько приложений «умной» или активной упаковки, в которых QR-код или NFC-метка прикрепляются к продукту или его упаковке. Сам тег является пассивным, однако он содержит уникальный идентификатор (обычно URL-адрес), который позволяет пользователю получать доступ к цифровому контенту о продукте с помощью смартфона. Строго говоря, такие пассивные предметы не являются частью Интернета вещей, но их можно рассматривать как средства, способствующие цифровому взаимодействию. Термин «Интернет упаковки» был придуман для описания приложений, в которых используются уникальные идентификаторы, для автоматизации цепочек поставок и масштабного сканирования потребителями для доступа к цифровому контенту. Аутентификация уникальных идентификаторов, и, следовательно, самого продукта, возможна с помощью чувствительного к копированию цифрового водяного знака или шаблона обнаружения копирования для сканирования при сканировании QR-кода, в то время как метки NFC могут шифровать связь. 

## Тенденции и характеристики
Основной значимой тенденцией Интернета вещей в последние годы является взрывной рост устройств, подключённых и контролируемых интернетом. Широкий спектр приложений для технологии Интернета вещей означает, что особенности могут сильно отличаться от одного устройства к другому, но есть основные характеристики, общие для большинства.
Интернет вещей создает возможности для более прямой интеграции физического мира в компьютерные системы, что приводит к повышению эффективности, экономическим выгодам и снижению нагрузки на человека.

### Интеллект
Окружающий интеллект и автономное управление не являются частью первоначальной концепции Интернета вещей. Окружающий интеллект и автономное управление также не обязательно требуют интернет-структур. Однако в исследованиях (таких компаний, как Intel) наблюдается сдвиг в направлении интеграции концепций интернета вещей и автономного управления, при этом первоначальные результаты в этом направлении рассматривают объекты как движущую силу автономного интернета вещей. Перспективным подходом в этом контексте является глубокое обучение с подкреплением, в котором большинство систем интернета вещей обеспечивают динамичную и интерактивную среду. Обучение агента (т.е. устройства интернета вещей) разумному поведению в такой среде не может быть решено с помощью обычных алгоритмов машинного обучения, таких как обучение под наблюдением. С помощью подхода к обучению с подкреплением обучающийся агент может определять состояние окружающей среды (например, определять температуру в доме), выполнять действия (например, включать или выключать кондиционер) и учиться за счет максимизации накопленных вознаграждений, которые он получает в долгосрочной перспективе. 
Интеллект интернета вещей может быть предложен на трех уровнях: устройства интернета вещей, пограничные/ туманные узлы и облачные вычисления. Необходимость интеллектуального управления и принятия решений на каждом уровне зависит от чувствительности приложения Интернета вещей ко времени. Например, камера автономного транспортного средства должна обнаруживать препятствия в режиме реального времени, чтобы избежать аварии. Такое быстрое принятие решений было бы невозможно за счет передачи данных с транспортного средства в облачные экземпляры и возврата прогнозов обратно в транспортное средство. Вместо этого все операции должны выполняться локально в автомобиле. Интеграция передовых алгоритмов машинного обучения, включая глубокое обучение, в устройства Интернета вещей - это активная область исследований, направленная на то, чтобы сделать интеллектуальные объекты ближе к реальности. Более того, можно извлечь максимальную выгоду из развертывания Интернета вещей за счет анализа данных интернета вещей, извлечения скрытой информации и прогнозирования решений по управлению. В области Интернета вещей используется широкий спектр методов машинного обучения, начиная от традиционных методов, таких как регрессия, метод опорных векторов и random forest, и заканчивая продвинутыми, такими как сверточные нейронные сети, LSTM и вариационный автокодировщик. 
В будущем Интернет вещей может стать недетерминированной и открытой сетью, в которой автоматически организованные или интеллектуальные объекты (веб-службы, компоненты SOA) и виртуальные объекты (аватары) будут взаимодействовать и смогут действовать независимо (преследуя свои собственные цели или общие цели) в зависимости от контекста, обстоятельств или среды. Автономное поведение посредством сбора и анализа контекстной информации, а также способности объекта обнаруживать изменения в окружающей среде (неисправности, влияющие на датчики) и вводить подходящие меры по смягчению последствий, представляет собой важную исследовательскую тенденцию, которая явно необходима для обеспечения доверия к технологии интернета вещей. Современные продукты и решения интернета вещей на рынке используют множество различных технологий для поддержки такой контекстно-зависимой автоматизации, но требуются более сложные формы интеллекта, позволяющие развертывать сенсорные устройства и интеллектуальные киберфизические системы в реальных средах.

### Архитектура
Архитектура системы интернета вещей в упрощенном виде состоит из трех уровней: Уровень 1: Устройства, Уровень 2: Пограничный шлюз и Уровень 3: Облако. Устройства включают сетевые устройства, такие как датчики и исполнительные механизмы, используемые в оборудовании Интернета вещей, особенно те, которые используют такие протоколы, как Modbus, Bluetooth, Zigbee или собственные протоколы, для подключения к пограничному шлюзу. Уровень пограничного шлюза состоит из систем агрегирования данных датчиков, называемых пограничными шлюзами, которые обеспечивают функциональность, такую как предварительная обработка данных, обеспечение подключения к облаку, использование таких систем, как WebSockets, концентратор событий и, даже в некоторых случаях, пограничная аналитика или туманные вычисления. Уровень пограничного шлюза также необходим для предоставления общего представления об устройствах на верхних уровнях для облегчения управления. Последний уровень включает облачное приложение, созданное для Интернета вещей с использованием архитектуры микросервисов, которые обычно являются многоязычными и по своей сути безопасными с использованием HTTPS / OAuth. Он включает в себя различные системы баз данных, которые хранят данные датчиков, такие как базы данных временных рядов или хранилища активов с использованием внутренних систем хранения данных (например, Cassandra, PostgreSQL). Облачный уровень в большинстве облачных систем Интернета вещей включает систему организации очередей событий и обмена сообщениями, которая обрабатывает связь, происходящую на всех уровнях. Некоторые эксперты классифицировали три уровня в системе интернета вещей как пограничный, платформенный и корпоративный, и они связаны сетью близости, сетью доступа и сетью обслуживания соответственно. 
Основываясь на Интернете вещей, web of things - это архитектура прикладного уровня Интернета вещей, ориентированная на конвергенцию данных с устройств Интернета вещей в веб-приложения для создания инновационных вариантов использования. Для программирования и управления потоком информации в Интернете вещей прогнозируемое архитектурное направление называется BPM Everywhere, которое представляет собой сочетание традиционного управления процессами с интеллектуальным анализом процессов и специальными возможностями для автоматизации управления большим количеством скоординированных устройств.

## Прогнозы и распространение технологии
В 2011 году общее количество устройств в мире, подключённых к сетям IoT, превысило количество людей, имеющих подключение к интернету, и составило 4,6 млрд штук.
Общий мировой объём капиталовложений, по данным IDC, в направления, связанные с интернетом вещей, в 2016 году составил 737 млрд долл., в 2017 — более 800 млрд; к 2021 году прогнозируются инвестиции порядка 1,4 трлн долл.
Прогноз: 
по оценкам компании Ericsson, в 2018 году число датчиков и устройств интернета вещей должно было превысить количество мобильных телефонов, совокупный среднегодовой темп роста данного сегмента в период с 2015 по 2021 год ожидался на уровне 23 %, к 2021 году прогнозируется, что из приблизительно 28 млрд подключённых устройств по всему миру около 16 миллиардов будут так или иначе связаны в рамках концепции интернета вещей.
в России
В 2020 году, по сравнению с 2019 годом, доля компаний, использующих IoT, выросла на 20 %, по данным исследования МТС, IoT-решения используют 60 % компаний из топ-500 рейтинга РБК.
В 2020-2021 гг., по данным исследования МТС, 17 % инвестиций в развитие IoT в России приходится на промышленность, 15 % — сферу транспорта и логистики, 12 % — отрасли энергетики, ЖКХ, технологии «умной недвижимости», а наибольшую скорость развития продемонстрирует отрасль ЖКХ, где прогнозируется рост на 39 %. В этом же году на ежегодной цифровой конференции в Нижнем Новгороде была представлена IIoT.ISTOK — система промышленного интернета вещей, внедренная на НПП «Исток».
По оценкам PricewaterhouseCoopers, к 2025 году только в России будет продано около 7 млн устройств для «умных домов». 
По данным Nokia и Machina Research и Компании,  в 2025 году доходы глобального рынка промышленного интернета вещей достигнут 484 млрд евро, основными сферами применения технологии станут ЖКХ, здравоохранение, промышленность, технологии «Умного дома». Прогнозируется рост общего объёма корпоративного и пользовательского рынка интернета вещей до 4,3 трлн долл
Существуют и проблемы: в подавляющем большинстве новостроек, оснащенных цифровыми системами (порядка 99 % подобных домов)  решения, внедренные девелопером, не обслуживаются управляющей компанией и не используются жителями в полной мере. В целом, существующие в России платформы "интернета вещей" покрывают максимум 60 % необходимого функционала управления многоквартирным домом, отмечается в исследовании «Лаборатории цифровизации жилья».